# 金野純子
金野 純子（かねの じゅんこ、8月10日 - ）は、元あいテレビの社員。

## 来歴
愛媛県松山市出身。愛媛県立松山南高等学校、岡山大学経済学部経済学科卒業。
2007年にあいテレビに入社し、同期の岡田麻希とともに同局のリポーターになる。
その後、2011年4月に報道部へ異動。以後は報道記者として活動し、警察・県庁・市役所関係の取材を主に担当した。途中、結婚・出産・育児休業を経て、2017年10月に『Nスタえひめ』のキャスターに就任。それと並行して、ニュースデスクと特別番組のディレクターも務めていた。
2022年6月にあいテレビを退社した。

## 出演
- いちおし[7]
- デジタルロック[8]
- Nスタえひめ - キャスター